# Брак по доверенности
Брак по доверенности, или Свадьба по доверенности, — это обряд бракосочетания, один или оба участника которого лично не участвуют в церемонии, обычно будучи представлены другими людьми. Случай, при котором отсутствуют оба участника, может называться браком по двойной доверенности.
К браку по доверенности обычно прибегают в случаях, когда пара желает заключить брак, но этому препятствуют определенные обстоятельства: либо один или оба партнера не могут присутствовать на церемонии по таким причинам, как военная служба, тюремное заключение или подписка о невыезде, либо по месту их жительства закон запрещает заключать брак (например, в Израиле не могут сочетаться браком люди, исповедующие разные религии).
В большинстве стран брак по доверенности не признается законным: и жених, и невеста обязаны присутствовать на церемонии. Брак по доверенности, заключенный в каком-либо другом месте, может быть признан и в государствах, его запрещающих. Например, Израиль признает браки по доверенности, заключенные за границей евреями, которые не могут сделать это в Израиле.

## История

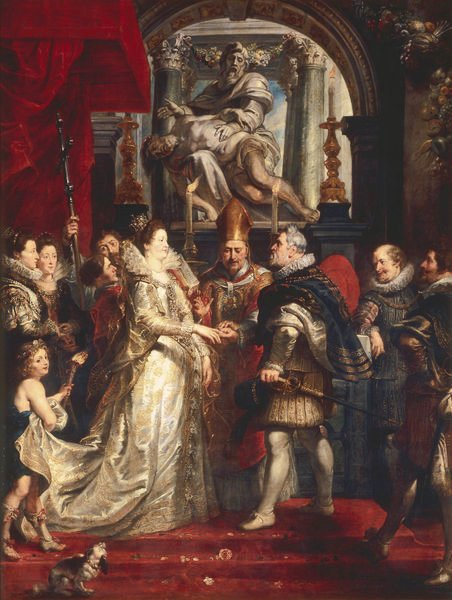
Брак по доверенности между Марией Медичи и Генрихом IV Питера Пауля Рубенса (1622—1625)

Брак по доверенности был распространен среди европейских монархов и родовой знати Средневековья и раннего Нового времени. Возможно самым известным браком по доверенности был брак между Наполеоном I и Марией-Луизой Австрийской 11 марта 1810 года в Вене. Екатерина Арагонская вышла по доверенности за Артура, принца Уэльского: церемония заключения брака состоялась 19 мая 1499 года в Англии, куда, как было условлено, Екатерине предстояло отправиться по достижении пятнадцати лет, т. е. не ранее 16 декабря 1500 года. Знаменитая картина Питера Пауля Рубенса изображает брак по доверенности, заключенный с Марией Медичи.